# Koninklijke Oudheidkundige Kring van het Land van Waas
De Koninklijke Oudheidkundige Kring van het Land van Waas (K.O.K.W.) is een Belgische geschiedkundige kring met als doel de kennis en de belangstelling voor het (im)materiële erfgoed van het Land van Waas te stimuleren en te ondersteunen. Daarbij streeft de Kring ernaar de wetenschappelijke resultaten van onderzoek en studiewerk begrijpelijk te maken voor het grote publiek via onder andere lezingen, uitstappen, cursussen en het jaarboek.

## Geschiedenis
De Koninklijke Oudheidkundige Kring van het Land van Waas werd in 1861 opgericht. Vanaf de oprichting werd een wetenschappelijk tijdschrift uitgegeven, oorspronkelijk in het Frans, later in het Vlaams.
In 1974 organiseerde de Kring in Sint-Niklaas het 43e Congres van de Federatie van Kringen voor Geschiedenis, Oudheidkunde en Volkskunde van België. Ter gelegenheid van dit congres richtte Jean-Pierre d'Hanens, de algemene secretaris van het congres, een verzoek aan de koning om de titel ‘Koninklijke Maatschappij’ aan de Kring te verlenen. Dit verzoek werd op 25 januari 1974 ingewilligd, en sindsdien mag de Kring zich ‘Koninklijke Oudheidkundige Kring van het Land van Waas' noemen. In 1983 werd de Kring omgevormd tot een vzw. 
Tijdens het werkjaar 2011 vierde de Kring zijn 150-jarige bestaan.

## Doelstellingen en activiteiten
De stichters van de Kring hadden een dubbel doel: de oprichting van een museum en de jaarlijkse publicatie van een tijdschrift, de Annalen.
De Kring concentreert zich anno 2022 vooral op de Wase geschiedenis. Dat doet ze enerzijds door haar bibliotheek en documentatiecentrum open te stellen voor geïnteresseerden en onderzoekers en anderzijds door de publicatie van een gevarieerd jaarboek, de Annalen van de Koninklijke Oudheidkundige Kring van het Land van Waas, waarin naast regionale geschiedenis ook kunstgeschiedenis, Mercatoriana, archeologie, genealogie, volkskunde en cartografie aan bod komen.
De vereniging publiceert in een nieuwsbrief onder andere de aanwinstenlijsten van de bibliotheek en het documentatiecentrum, korte berichten, aankondigingen van tentoonstellingen en activiteiten van de eigen en van bevriende verenigingen. Jaarlijks worden er meerdere lezingen ingericht. Eminente sprekers en specialisten brengen dan een voordracht over historische, heem- of volkskundige onderwerpen. Ook worden er voor de leden cultuurhistorische uitstappen en een contactdag georganiseerd.
Tijdens het feestjaar 2011 werden talrijke extra activiteiten, lezingen en een speciale tentoonstelling over de kaarten van Mercator georganiseerd. In 2012 werkte de Kring mee aan de organisatie van het Mercatorjaar 2012, ter gelegenheid van het 500ste geboortejaar van Mercator.

## Collectie

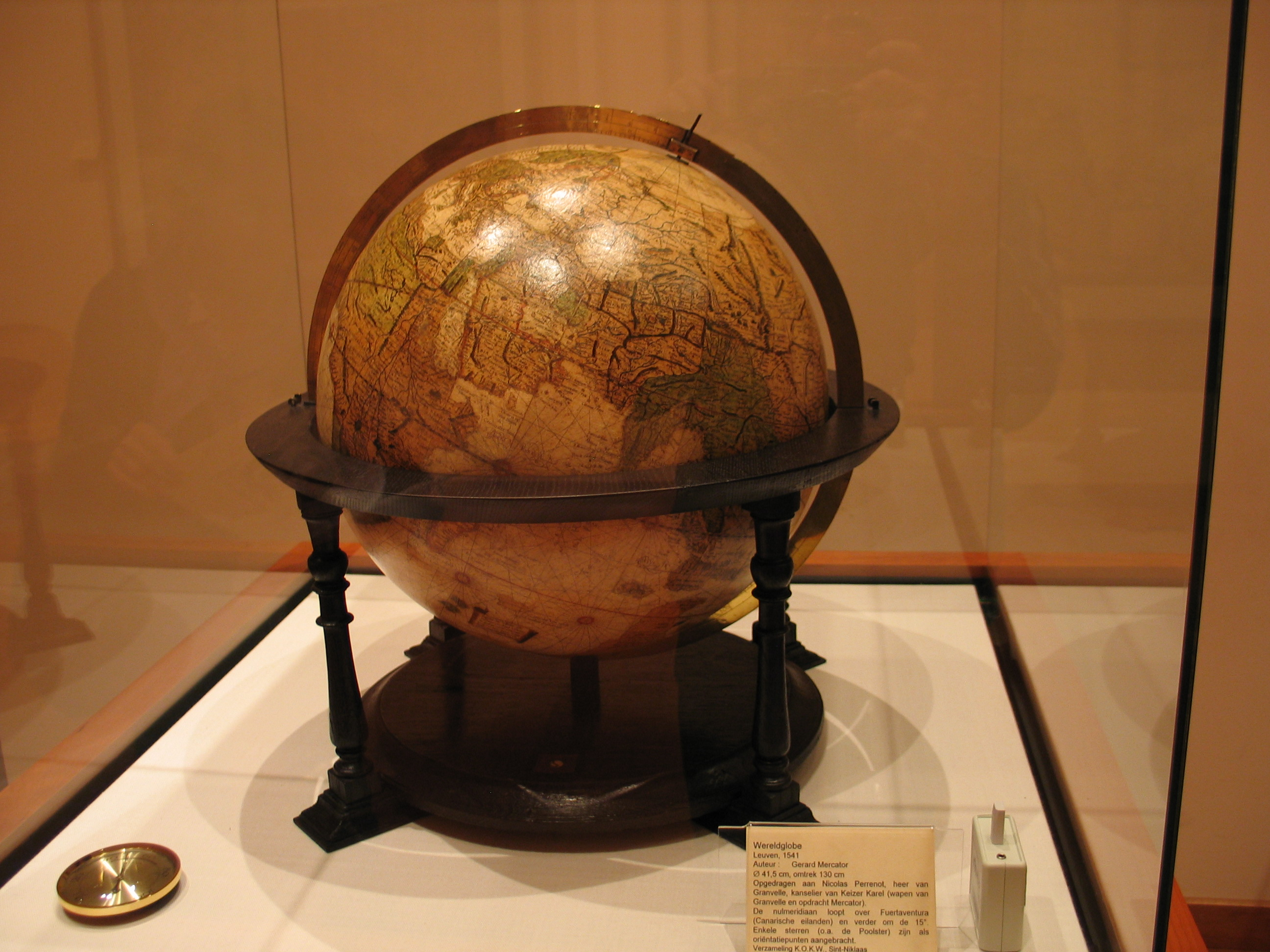
De aardglobe van 1541

De Koninklijke Oudheidkundige Kring van het Land van Waas legde in de 19de eeuw de basis van wat zou uitgroeien tot de belangrijkste Mercatorcollectie van België. Bijzondere stukken in de verzameling zijn twee originele globes van Gerardus Mercator en het resolutieboek van rederijkerskamer De Goudbloem. De Kring bezit naast een 300-tal werken over Gerard Mercator, meer dan 400 tijdschriften voor regionale geschiedenis, heemkunde en genealogie. De collectie is grotendeels geïnventariseerd en digitaal ontsloten.
Door schenking, ruil en aankoop groeien bibliotheek en bijzondere collecties voortdurend aan. De aanwinsten worden in orde van verwerving via een (elektronische) nieuwsbrief en de webstek aan de leden bekendgemaakt. Schenkingen staan op naam beschreven in het aanwinstenregister van de bibliotheek.

### Tentoonstellingsruimten
De Kring is geen eigenaar van de gebouwen, die eigendom zijn van de Stad Sint-Niklaas. Zij heeft toestemming om in het Huis Janssens, in de Zamanstraat, haar collectie te bewaren. Tot 1911 was de collectie geherbergd in de Cipierage op de Grote Markt.